# Волевачи (Черниговская область)
Волевачи (укр. Волевачі) — село в Козелецком районе Черниговской области Украины. Население 269 человек. Занимает площадь 1,699 км².
Код КОАТУУ: 7422086503. Почтовый индекс: 17061. Телефонный код: +380 4646.

## Власть
Орган местного самоуправления — Одинцовский сельский совет. Почтовый адрес: 17061, Черниговская обл., Козелецкий р-н, с. Одинцы, ул. Центральная, 19.